# Cronologia de Mesoamèrica
La cronologia mesoamericana divideix la història de la Mesoamèrica precolombina en diferents períodes: paleoindi (primers habitants humans: 3500 ac), arcaic (3500 ac–1200 ac), preclàssic (2500 aC–200 dc), clàssic (200 dC–1000 dC), i postclàssic (900 dC–1521 dC). Algunes d'aquestes divisions en períodes han estat preses de la cultura maia: El límit entre el clàssic-preclàssic marca el primer col·lapse maia; el límit entre el clàssic-postclàssic en marca el segon i l'any de 1697 marca la conquesta de l'última ciutat estat maia, Tayasal (Nojpetén). No obstant això, aquesta cronologia s'aplica també a altres civilitzacions mesoamericanes precolombines.

## Panorama de la història

### Període paleoindi (10000-3500 aC)
El període paleoindi (també anomenat lític) és el que comença amb dels primers signes de presència humana a la regió, fins a l'establiment de l'agricultura i altres pràctiques (per exemple, ceràmica i assentaments sedentaris) i tècniques de subsistència característiques de les protocivilitzacions. A Mesoamèrica el terme d'aquesta fase i la seva transició cap a l'arcaic generalment es pot reconèixer entre el 10000 i el 8000 aC, tot i que aquesta data és aproximada i es poden fer servir diferents escales de temps entre camps i subregions.

### Període arcaic (3500-2000 aC)
Durant el Període arcaic d'Amèrica es desenvolupà l'agricultura i s'hi van establir pobles definitius. Més tard en aquest període, l'ús de la ceràmica i el teler van ser comuns, i la divisió en classes començà a aparèixer. Moltes de les tecnologies bàsiques de Mesoamèrica com la perforació i la ceràmica provenen d'aquest període.

### Període preclàssic (2000 aC-200 dC)
Durant el període preclàssic es desenvolupà l'arquitectura cerimonial a gran escala, l'escriptura, les ciutats i els estats. Molts dels elements distintius de la civilització mesoamericana es poden rastrejar fins a aquest període, inclòs el domini del blat de moro, la construcció de piràmides, el sacrifici humà, l'adoració del jaguar, el calendari complex i la majoria dels déus.
La civilització olmeca es desenvolupà i florí en ciutats com La Venta i San Lorenzo Tenochtitlán. La cultura zapoteca va florir a la vall d'Oaxaca, la civilització Teotihuacan a la vall de Mèxic i la cultura maia a l'istme de Tehuantepec, on ara és Chiapas, per posteriorment expandir-se cap a Guatemala i la península de Yucatán.

### Període clàssic (200-900)
El Període clàssic d'Amèrica va estar dominat per nombroses ciutats-estat independents a la regió maia i també es va donar el principi de la unitat política al centre de Mèxic i Yucatán. S'hi manifesten diferències culturals entre aquestes civilitzacions. La ciutat-estat de Teotihuacan dominà la vall de Mèxic fins a principis del segle viii, però sabem molt poc sobre l'estructura política d'aquesta regió perquè els seus habitants no van deixar registres. La ciutat-estat de Monte Albán dominà la vall d'Oaxaca fins a finals del clàssic, i deixà pocs registres amb la seva escriptura gairebé sense desxifrar. Un art altament sofisticat com arquitectura, relleus escultòrics, pintura mural, ceràmica i lapidària es desenvolupa i difon durant el període clàssic.
A la regió maia, nombroses ciutats-estat com Tikal, Calakmul, Copán, Palenque, Uxmal, Cobá i El Caracol van aconseguir el seu zenit. Cadascuna d'elles era en general independent, tot i que sovint formaven aliances i algunes vegades es convertien en estats vassalls de les altres. El conflicte principal durant aquest període fou entre Tikal i Calakmul, que van tenir una sèrie de guerres durant més de mig mil·lenni. Cadascun d'aquests estats anà declinant a la fi del clàssic i finalment van ser abandonats.

### Període postclàssic (900-1521)
En el període postclàssic moltes de les grans nacions i ciutats del clàssic van col·lapsar, tot i que algunes continuaren, com ara Oaxaca, Cholula i les ciutats maies de Yucatán tals com Chichén Itzá i Uxmal. És vist algunes vegades com un període de caos i guerres i de declivi cultural. No obstant això, fou també un temps d'avanços tecnològics en arquitectura, enginyeria i armament. La metal·lúrgia (introduïda en el 800) es feia servir en joieria i algunes eines, amb nous aliatges i tècniques, i es desenvolupà en sols uns pocs segles. El postclàssic va veure un ràpid moviment i creixement de la població, especialment al centre de Mèxic després del 1200. També fou una època d'experimentació en el govern. En primera instància, a Yucatán, la "doble regència" aparentment reemplaçà els governs teocràtics del període clàssic, mentre que uns consells oligàrquics operaven en la majoria del centre de Mèxic. De la mateixa manera, sembla que els pochteques adinerats (classe comerciant) i els ordes militars foren més poderosos del que aparentment eren en el clàssic. Això proporcionà a alguns mesoamericans un grau de mobilitat social.
Els tolteques van dominar per un temps el centre de Mèxic entre els segles XI–XIII, per després col·lapsar. Els maies del nord van estar units per un temps, com a Mayapán, i Oaxaca estigué unida breument sota els mixteques entre els segles XI–XII. L'imperi asteca va florir a principi del segle XV i semblava estar en camí d'assegurar una dominància sobre la regió de la vall de Mèxic no vista des de Teotihuacán. Mesoamèrica fou envaïda per l'Imperi espanyol, però abans, cap als 1400, el "ressorgiment" maia a Yucatán i al sud de Guatemala i la florida de l'Imperi asteca van permetre un renaixement de les arts fines i la ciència, com ara l'estil pueblo-mexicà en la ceràmica, la il·luminació de còdexs, el treball en or, la florida de la poesia nàhuatl i els instituts botànics establerts per la elit dels asteques.
Podria dir-se que el període postclàssic continuà fins a la conquesta espanyola de l'últim estat nadiu independent de Mesoamèrica, Tayasal (Nojpetén), el 1697.

## Horitzons culturals de Mesoamèrica
La civilització mesoamericana és una xarxa complexa de diferents cultures. Com es veu en la línia de temps a baix, aquestes no necessàriament van tenir lloc alhora. Els processos que van donar lloc a cadascun dels sistemes culturals de Mesoamèrica foren molt complexos i no van estar determinats sols per la dinàmica interna de cada societat. També alguns factors externs van influenciar en el seu desenvolupament. Juntament amb aquests factors, per exemple, hi hagué relacions entre grups humans i entre humans i el medi ambient, migracions humanes i desastres naturals.
Els historiadors i arqueòlegs divideixen la història mesoamericana en tres períodes, cadascun dels quals està descrit a baix. És important remarcar que les dates esmentades són aproximades, i que la transició d'un període a un altre no va ocórrer alhora ni sota les mateixes circumstàncies en totes les societats. De fet, alguns autors han desafiat la visió eurocèntrica d'aquesta cronologia, que és molt anàloga a la de l'antiga Grècia.

## Línia del temps

### Període preclàssic

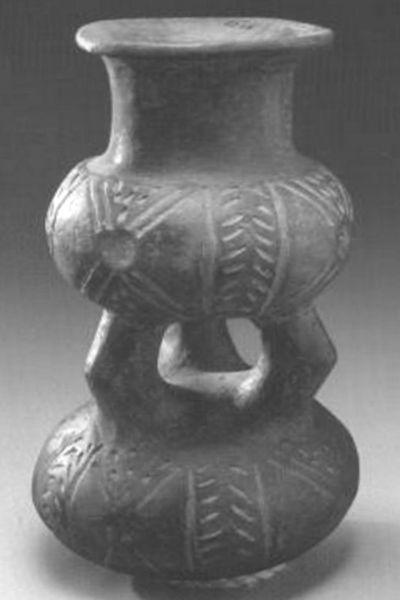
Atuell de la cultura capacha, trobat a Acatitán, Colima

El període preclàssic va ocórrer del 2000 aC al 200 dC. Els seus principis van estar marcats pel desenvolupament de les primeres tradicions ceràmiques a l'oest, específicament als llocs com Matanchén, Nayarit i Puerto Marqués a Guerrero. Alguns autors sostenen que el primerenc desenvolupament de la ceràmica en aquesta àrea està relacionat amb els llaços entre la gent de Sud-amèrica i de la costa de Mèxic. L'adveniment de la ceràmica es pren com un indicador d'una societat sedentària, i assenyala la divergència de Mesoamèrica de les societats de caçadors al desert fins al nord.
El període preclàssic (també conegut com a període formatiu) està dividit en tres fases: la primerenca (2000 aC–1000 aC), la mitjana (950 aC–400 aC) i la tardana (400 aC–200 dC). Durant aquesta primera fase, la manufactura de ceràmica s'estengué per tota la regió; el cultiu del blat de moro i altres vegetals s'hi establiren, i la societat començà a estratificar-se en un procés que va concloure amb l'aparició de les primeres societats jeràrquiques per la costa del golf de Mèxic. Al principi del període preclàssic, la cultura capacha actuà com a motor del procés de civilització de Mesoamèrica, i la seva ceràmica s'expandí per tota la zona.
Pel 2500 aC, es crearen petits establiments a les terres baixes del Pacífic de Guatemala; llocs com Tilapa, La Blanca, Ocós, El Mesak, Ujuxte, i altres, on s'ha trobat la ceràmica més antiga de Guatemala. Des del 2000 aC s'ha documentat una alta concentració de ceràmica a la costa del Pacífic. Algunes excavacions suggereixen que les terres altes foren un pont temporal i geogràfic entre les viles del preclàssic primerenc a la costa del Pacífic i les ciutats de Petén. A Monte Alto, prop de Democràcia, Escuintla, a les terres baixes del Pacífic a Guatemala, alguns caps gegants de pedres i "barrigones" del voltant del 1800 aC ha estat trobats, corresponents a l'anomenada cultura de Monte Alto. ( Arxivat 2012-11-09 a Wayback Machine.)

Alguns dels més prominents llocs en la plana del centre de Mèxic i regions de la costa del golf

Al voltant del 1500 aC, les cultures de l'oest van entrar en un període de decadència, acompanyat d'una assimilació als altres pobles amb els quals havien mantingut connexions. Com a resultat, la cultura de Tlatilco va emergir a la vall de Mèxic, i la cultura olmeca al Golf. Tlatilco fou un dels principals centres de població de Mesoamèrica en aquest període. La seva gent era experta en l'aprofitament dels recursos naturals del llac de Texcoco i conreant blat de moro. Alguns autors postulen que Tlatilco fou fundada i habitada pels ancestres de l'avui poble otomí.
Els olmeques, d'altra banda, havia entrat en una fase expansionista que els dugué a construir els seus primers treballs d'arquitectura monumental a Sant Lorenzo i La Venta. Els olmeques intercanviaven béns entre la seva mateixa àrea i amb llocs tan llunyans com Guerrero i Morelos i el que avui és Guatemala i Costa Rica.
San José Mogote, un indret que també mostra influència olmeca, va cedir el domini de la plana d'Ooaxaca a Monte Albán cap a la fi del preclàssic mitjà. Durant aquest temps, la cultura de Chupícuaro va florir a El Bajío, mentre que els olmeques del golf van entrar en un període de decadència.
Una de les grans fites culturals que van marcar el preclàssic mitjà és el desenvolupament del primer sistema d'escriptura, ja sigui pels maies, olmeques o zapoteques. Durant aquest període, les societats mesoamericanes eren altament estratificades. Les connexions entre els diferents centres de poder van permetre que s'alcessin elits regionals que controlaven els recursos naturals i el treball camperol. Aquesta diferenciació social es basava en la possessió de certs coneixements tècnics, com l'astronomia, l'escriptura i el comerç. Encara més, durant el període preclàssic mitjà es van veure els principis del procés d'urbanització que vindrien a definir les societats del període clàssic. A l'àrea maia, ciutats com Nakbé en el 1000 aC, El Mirador en el 650 aC, Cival en el 350 aC i San Bartolo mostren la mateixa arquitectura monumental del període clàssic. De fet, El Mirador és la ciutat maia més gran. S'ha argumentat que els maies van experimentar un primer col·lapse en el 100 dC, i va ressorgir cap al 250 en el període clàssic. Alguns centres poblacionals com Tlatilco, Monte Albán i Cuicuilco van florir en l'època final del preclàssic. Mentrestant, els olmeques es van encongir en grandària i deixaren de dominar l'àrea.
Cap al final del període preclàssic, l'hegemonia política i comercial canvià als centres poblacionals de la vall de Mèxic. Al voltant del llac de Texcoco hi havia un nombre de viles que van créixer fins a ser veritables ciutats: Tlatilco i Cuicuilco en són exemples. L'anterior hegemonia la podíem trobar al banc del nord del llac, i l'última als vessants de la regió muntanyenca d'Ajusco. Tlatilco va mantenir fortes relacions amb les cultures de l'oest, tant, que Cuicuilco controlà el comerç a l'àrea maia, Oaxaca i la costa del golf. La rivalitat entre les dues ciutats posà fi a la decadència de Tlatilco. Mentrestant, a Monte Albán, a la vall d'Oaxaca, els zapoteques havien començat a independitzar-se culturalment dels olmeques, adoptant aspectes d'aquests, però amb les seves pròpies contribucions. A la costa del sud de Guatemala, Kaminaljuyú avançà cap al que seria la cultura maia clàssica, tot i que els seus llaços amb el centre de Mèxic i del golf proveirien inicialment els seus models culturals. A part de l'oest, on la tradició de les tombes de fossa havia tingut les seves arrels, en totes les regions de Mesoamèrica les ciutats havien crescut en riquesa, amb construccions monumentals dutes a terme d'acord amb plans urbans que eren sorprenentment complexos. La piràmide circular de Cuicuilco data d'aquest temps, com també la plaça central de Monte Albán, i la Piràmide de la Lluna de Teotihuacán.
Al voltant del principi de l'era comuna, Cuicuilco havia desaparegut, i l'hegemonia sobre la conca de Mèxic havia passat a Teotihuacan. Els dos següents segles van marcar el període en el qual l'anomenada Ciutat dels Déus va consolidar el seu poder, convertint-se en la primera ciutat mesoamericana del primer mil·lenni, i el principal centre polític, econòmic i cultural dels següents set segles.

#### Els olmeques

El cor de la cultura olmeca

Durant molts anys, la cultura olmeca es considerà la "cultura mare" de Mesoamèrica, a causa de la gran influència que exercí en la regió. No obstant això, altres perspectives més recents consideren aquesta cultura com a resultat d'un procés que eventualment cristal·litzà a les costes de Veracruz i Tabasco. La identitat ètnica dels olmeques encara és debatuda. Basats en l'evidència lingüística, els arqueòlegs i antropòlegs generalment creuen que eren parlants d'una llengua otomang o ben (més versemblantment) eren els ancestres de l'actual ètnia zoque situada al nord de Chiapas i Oaxaca. D'acord amb aquesta segona hipòtesi, les tribus zoques van emigrar cap al sud després de la caiguda dels principals centres de població de les planes del golf. Sigui quin sigui el seu origen, aquests portadors de la cultura olmeca van arribar a la riba de sotavent uns vuit mil anys abans de la nostra era, entrant com un tascó entre la franja dels pobles protomaies que vivien al llarg de la costa, una migració que explicaria la separació dels huasteques del nord de Veracruz de la resta dels maies de la península de Yucatán i Guatemala.
La cultura olmeca representa una fita en la història mesoamericana, i diverses característiques que defineixen la regió hi van aparèixer, com ara l'organització de l'estat, el desenvolupament d'un calendari ritual de 260 dies i el calendari secular de 365 dies, el primer sistema d'escriptura i planejament urbà. L'expansió d'aquesta cultura va començar entre el 1600 i el 1500 abans de la nostra era, i continuà consolidant-se fins al segle XII aC. Els seus principals llocs eren La Venta, San Lorenzo i Tres Zapotes en el seu nucli. No obstant això, a través de tota Mesoamèrica hi ha nombrosos llocs que mostren evidència d'ocupació olmeca, especialment en la conca del Ric Basses, on se situa Teopantecuanitlán. Aquest lloc és bastant enigmàtic, doncs data des d'alguns segles enrere que les principals poblacions del Golf, un fet que ha continuat causant controvèrsia i donant lloc a la hipòtesi que la Cultura Olmeca es va originar en aquesta regió.

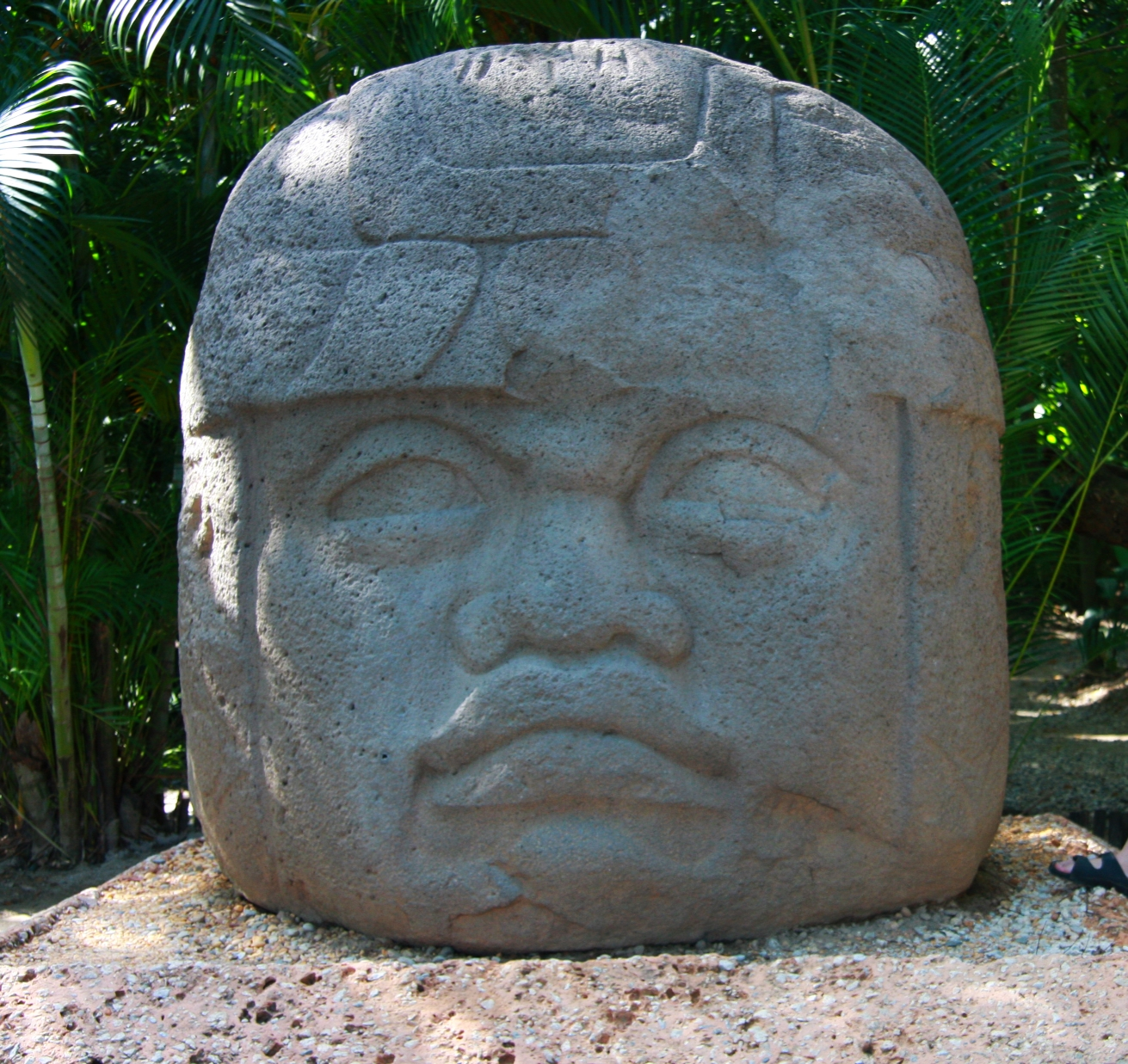
Cap colossal N°1 de La Venta

Entre les millor conegudes expressions de la cultura olmeca hi ha els caps de pedres gegants, monòlits esculpits de fins a tres metres d'altura i diverses tones de pes. Aquestes gestes de treball en pedra per part dels olmeques són especialment impressionants si es considera que els mesoamericans mancaven d'eines de ferro i que els caps són en llocs a desenes de quilòmetres de les pedreres d'on s'extreia el basalt. La funció d'aquests monuments és desconeguda. Alguns autors proposen que eren monuments commemoratius de jugadors notables del joc de pilota, i altres sostenen que eren imatges de l'elit governant olmeca.
Els olmeques també eren coneguts per les seves figures fetes de jade i altres pedres precioses. Moltes de les figures i escultures olmeques contenen representacions del jaguar, que d'acord amb José María Covarrubias, podia ser precursor de l'adoració del déu de la pluja, o tal vegada un predecessor del que seria Tezcatlipoca en la seva manifestació de Tepeyolohtli, el "cor de la muntanya".
Les causes precises de la decadència olmeca són desconegudes.
Cap al final del període preclàssic, l'hegemonia política i comercial canvià als centres poblacionals de la vall de Mèxic. Al voltant del llac de Texcoco hi havia un nombre de viles que van créixer fins a ser veritables ciutats: Tlatilco i Cuicuilco en són exemples. L'anterior hegemonia, la podíem trobar al banc del nord del llac, i l'última als vessants de la regió muntanyenca d'Ajusco. Tlatilco va mantenir fortes relacions amb les cultures de l'oest, tant, que Cuicuilco va controlar el comerç a l'àrea maia, Oaxaca i la costa del golf. La rivalitat entre les dues ciutats posà fi a la decadència de Tlatilco. Mentrestant a Monte Albán, a la vall d'Oaxaca, els zapoteques havien començat a desenvolupar independència cultural respecte als olmeques. A Petén, les grans ciutats maies de Tikal, Uaxactún i Ceibal van començar a créixer al voltant de l'any 300 abans de la nostra era.

### Període clàssic

Importants establiments del període clàssic, aproximadament en l'any 500 de la nostra era

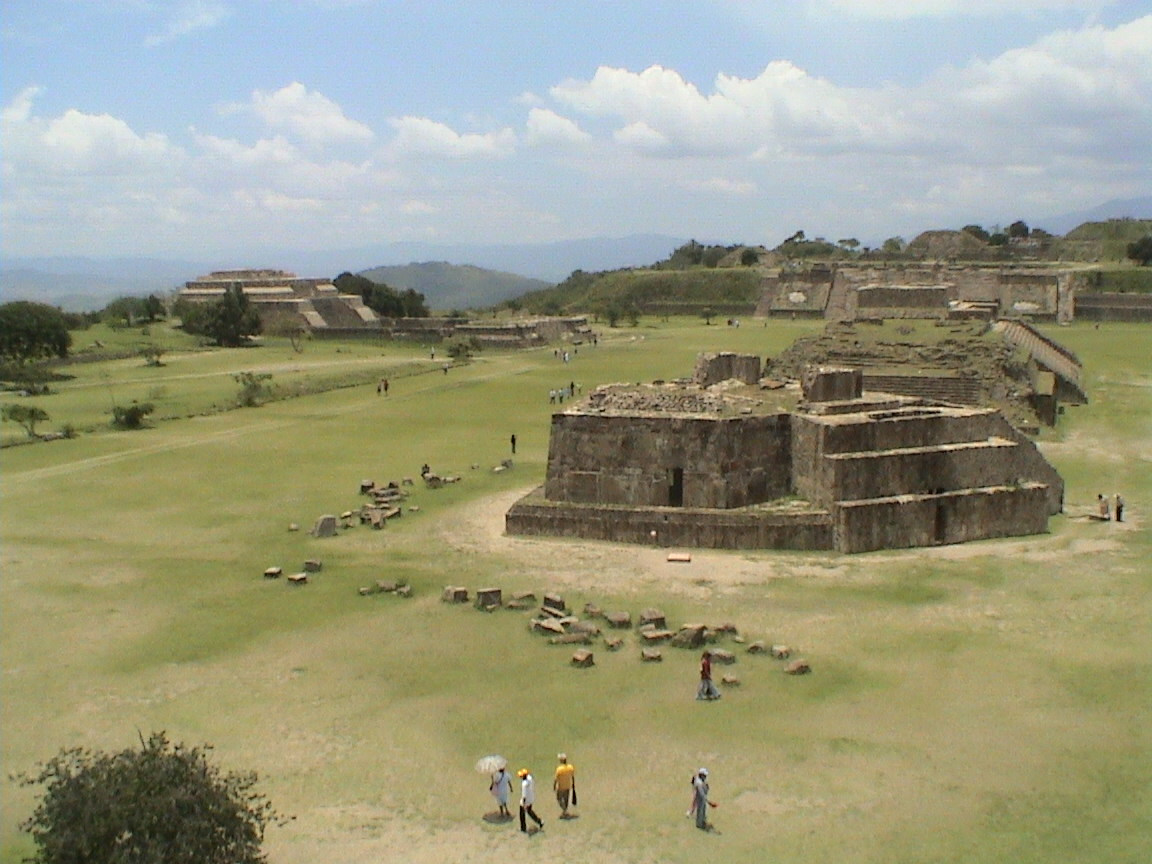
Plaça central de Monte Albán, ciutat construïda dalt d'un pujol que domina la vall central d'Oaxaca

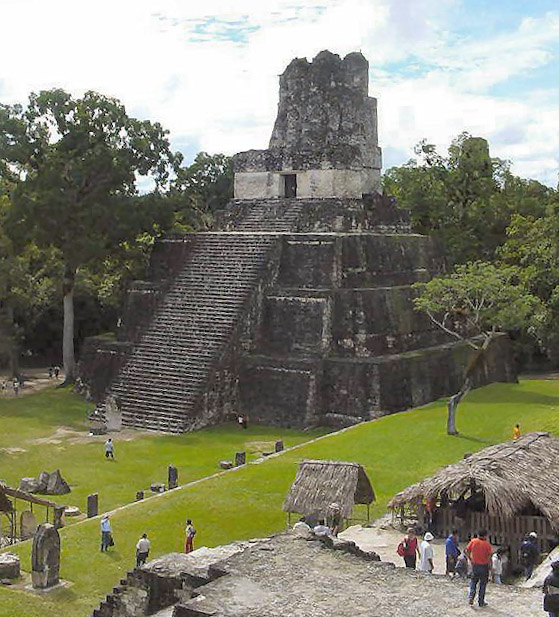
Temple 2, Tikal, Guatemala

El període clàssic de Mesoamèrica va dels anys 200 al 1000 de la nostra era. El punt final d'aquest període varia de regió a regió: per exemple, al centre de Mèxic està relacionat amb la caiguda dels centres regionals del clàssic tardà (algunes vegades anomenat epiclàssic), cap a l'any 900; al golf, amb la decadència d'El Tajín l'any 800; a l'àrea maia, amb l'abandó de les ciutats a les terres altes al segle ix; i a Oaxaca amb la desaparició de Monte Albán al voltant de l'any 850. Normalment, el període clàssic a Mesoamèrica es caracteritza per una etapa en la qual les arts, ciències, urbanisme, arquitectura i organització social van aconseguir l'apogeu. Això és cert, però no menys important és el fet que és un període dominat per la influència de Teotihuacan en tota la zona, i que la competència entre els diferents estats mesoamericans els dugué a una guerra contínua.
Aquest període de la història mesoamericana pot ser dividit en tres fases: període primerenc, del 250 al 550; mitjà, del 550 al 700 i tardà, del 700 al 900, de la nostra era. El clàssic primerenc estigué dominat per Teotihuacan. De fet, començà amb la política expansionista de la ciutat, que la dugué a controlar les principals rutes de comerç del nord de Mesoamèrica. Durant aquest temps, el procés d'urbanització que havia començat els últims segles del preclàssic primerenc es consolidà. Els principals centres d'aquesta fase foren Monte Albán, Kaminaljuyú, Ceibal, Tikal i Calakmul, i després Teotihuacan, on el 80% dels 200.000 habitants de la conca del llac de Texcoco estaven concentrats.
Les ciutats d'aquest període es caracteritzaven per la seva naturalesa cosmopolita, és a dir, per la seva composició multiètnica, la qual cosa implicava que persones amb diferents llengües, pràctiques culturals i llocs d'origen cohabitessin als mateixos centres poblacionals. Durant aquest període les aliances entre les elits polítiques regionals s'enfortiren, especialment per als aliats de Teotihuacan. També, la diferenciació social es feu més pronunciada: un petit grup dominant governava sobre la majoria de la població. Aquesta majoria era forçada a pagar tribut i participar en la construcció de les estructures públiques, tals com els sistemes d'irrigació, edificis religiosos i els mitjans de comunicació. El creixement de les ciutats no podria haver ocorregut sense avanços en els mètodes agrícoles i sense l'enfortiment de les xarxes de comerç involucrant no sols els habitants de Mesoamèrica, sinó també les cultures distants d'Oasiamèrica.
L'art de Mesoamèrica va aconseguir el seu punt més alt durant aquest període. Especialment notables foren les esteles maies, exquisits monuments que commemoren les històries de les famílies reials, el ric cos de la ceràmica policroma, i la pintura mural, tot i que van sobresortir també en la música[1]. Mentrestant a Teotihuacan, l'arquitectura va fer grans avanços: en aquesta ciutat l'estil clàssic es definí per la construcció de basaments piramidals que s'inclinaven cap amunt de manera gradual. L'estil arquitectònic teotihuacà va ser reproduït i modificat en altres ciutats de Mesoamèrica, i els més clar exemples es van donar a la capital dels zapoteques, Monte Albán, i Kaminaljuyú a Guatemala. Segles després, molt més tard que Teotihuacan fora abandonada al voltant del 700 de nostra era, ciutats del postclàssic van seguir l'estil teotihuacà en les construccions, especialment Tula, Tenochtitlán i Chichén Itzá.
Aquest període també va veure molts avanços científics. Els maies van refinar el seu calendari i escriptura, així com les matemàtiques, al més alt nivell de desenvolupament. L'escriptura començà a emprar-se en tota l'àrea maia, si bé encara es veia com una activitat noble i practicada només per escribes nobles, pintors i sacerdots. Usant un sistema similar d'escriptura, altres cultures van desenvolupar els seus propis escrits, els més notables exemples n'eren els de les cultures ñuiñé (sistemes d'escriptura de Mesoamèrica) i dels zapoteques a Oaxaca, tot i que el sistema maia fou l'únic desenvolupat totalment en l'Amèrica precolombina. L'astronomia va romandre com a matèria de vital importància per a l'agricultura, les bases econòmiques de la societat mesoamericana, i per predir esdeveniments en el futur tals com eclipsis lunars i solars, una característica molt important per als governants de Mesoamèrica, la qual cosa demostrava als plebeus els seus vincles amb el món celestial.
El període clàssic mitjà acabà al nord de Mesoamèrica amb la decadència de Teotihuacan al voltant de l'any 700 de la nostra era. Això va permetre que altres centres de poder regionals florissin i competissin pel control de les rutes de comerç i pels recursos naturals. D'aquesta manera començà el clàssic tardà. Aquest va ser un període de fragmentació política durant el qual cap ciutat tenia una total hegemonia. Diversos moviments poblacionals van ocórrer durant aquest període, causats per la incursió de grups des d'Aridoamèrica i altres regions del nord, que van empènyer les poblacions més velles de Mesoamèrica cap al sud. Entre aquests grups hi havia els nahues, que van fundar ciutats com Tula i Tenochtitlán, les dues capitals més importants del postclàssic. A més de les migracions del nord, la gent del sud finalment es va establir al centre de Mèxic. Entre aquests hi havia els olmeques-xicalanques, que vingueren de la península de Yucatán i van fundar Cacaxtla i Xochicalco.

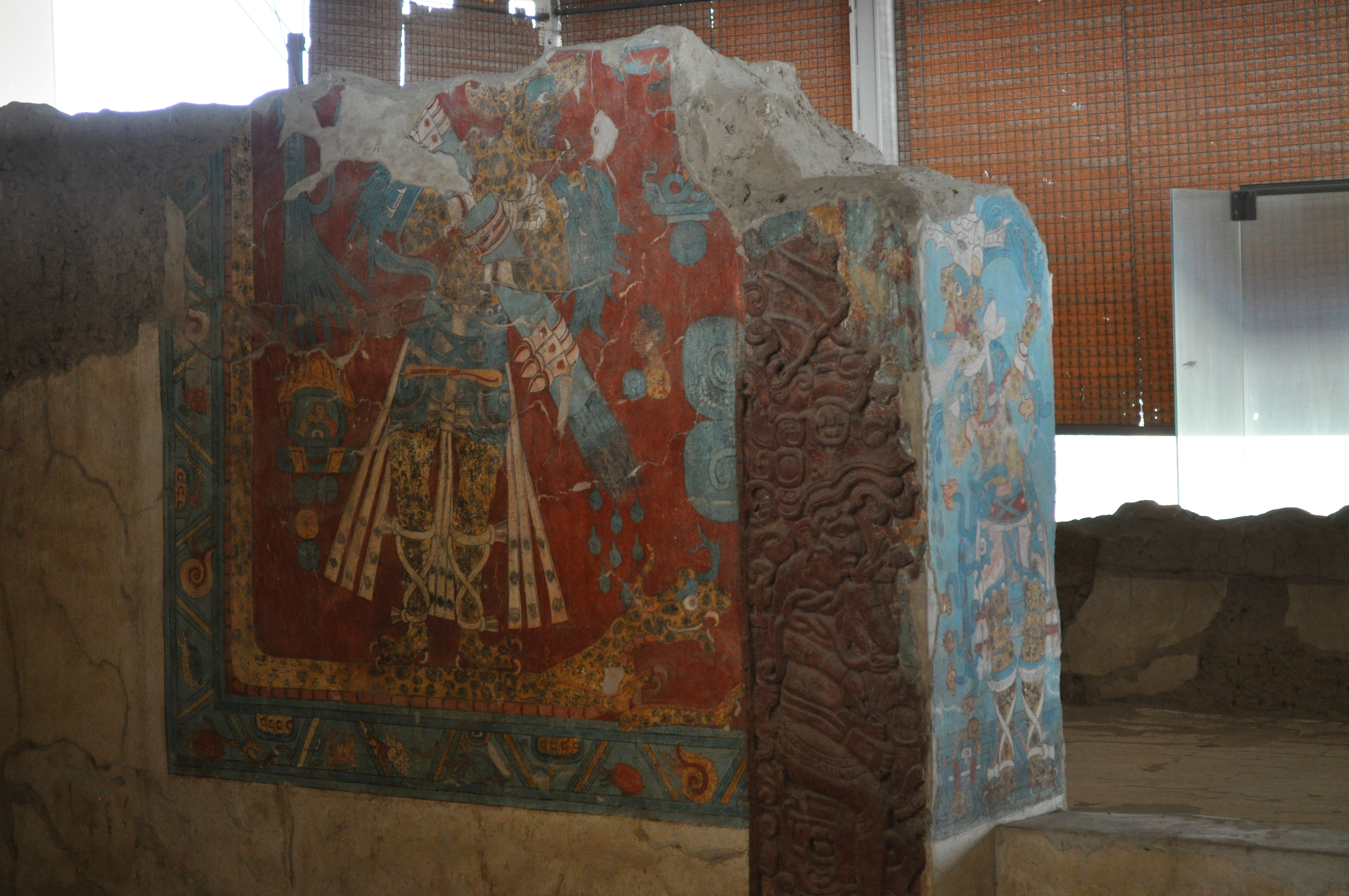
Mural del Pòrtic A de Cacaxtla, Tlaxcala

A la regió maia, Tikal, vell aliat de Teotihuacan, experimentà un declivi, després d'haver estat derrotada per Dos Pilas; i El Caracol, aliat de Calakmul, va durar almenys altres 100 anys. Durant aquest temps, les ciutats de Dos Pilas, Piedras Negras, El Caracol, Calakmul, Palenque, Copán i Yaxchilán es van consolidar. Aquestes i altres ciutats-estat de la regió es van trobar embolicades en guerres sagnants amb aliances canviants, fins que Tikal va vèncer, en ordre, a Dues Piles i a El Caragol, amb ajuda de Yaxhá i El Naranjo, després Waká, últim aliat de Calakmul, i al final a Calakmul mateixa, esdeveniment que va tenir lloc en el 732 de la nostra era, amb el sacrifici del fill de Yuknom Cheen a Tikal, la qual cosa dugué a la construcció monumental de l'arquitectura en aquesta mateixa ciutat, de l'any 740 al 810, i fou documentada aquesta última en el 899. La ruïna de la civilització maia clàssica a les terres baixes del nord, començà en estats com Dos Pilas, Aguateca, Ceibal i Cancuén l'any 760, seguida pel sistema de ciutats de l'Usumacinta a Yaxchilán, Piedras Negras i Palenque, seguint un camí de sud a nord. Cap al final del clàssic tardà, els maies van deixar de registrar els anys usant el calendari de compte llarg, i moltes de les seves ciutats foren cremades i abandonades a la selva. Mentrestant, a les terres altes del sud, Kaminaljuyú continuà creixent, fins a l'any 1200. A Oaxaca, Monte Albán arribà a la seva esplendor en el 750, tot i que va sucumbir finalment cap al final del segle IX per raons que romanen poc clares. El seu destí no fou pas massa diferent del que van tenir altres ciutats com La Quemada al nord i Teotihuacán al centre: fou cremada i abandonada. A l'últim segle del clàssic, l'hegemonia de la vall d'Oaxaca va passar a Lambityeco, a uns quilòmetres a l'est.

#### Teotihuacan

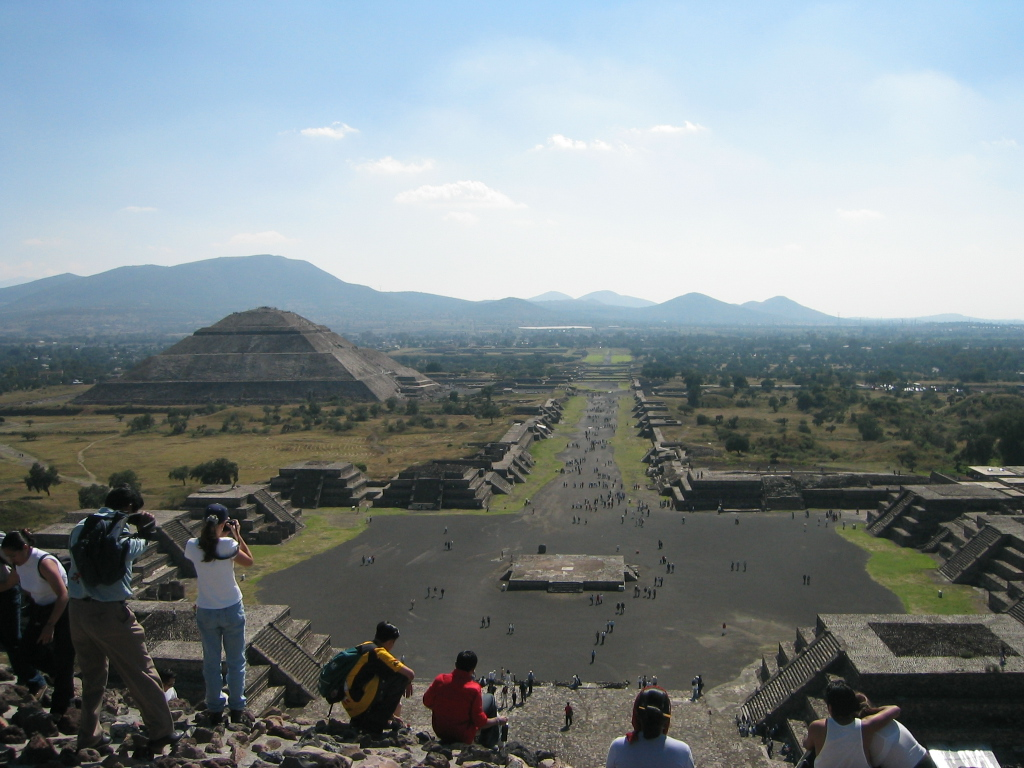
Vista de la Calçada dels Morts des de la Piràmide de la Lluna. Teotihuacan, estat de Mèxic

Teotihuacan ('La Ciutat dels Déus' en nàhuatl) s'originà cap al final del període preclàssic, l'any 100 de la nostra era. Molt poc es coneix sobre els seus fundadors; es creu, però, que el poble otomí va tenir un important paper en el desenvolupament de la ciutat, com ho va tenir en la cultura antiga de la vall de Mèxic, representada per Tlatilco. Al principi, Teotihuacan va competir amb Cuicuilco per l'hegemonia de l'àrea. En aquesta batalla política i econòmica, Teotihuacan fou ajudada pel seu control sobre els dipòsits d'obsidiana a les muntanyes de Navaja en l'estat d'Hidalgo. La decadència de Cuicuilco encara és un misteri; se sap, però, que una gran part dels seus antics habitants es van tornar a establir a Teotihuacan uns anys abans de l'erupció del volcà Xitle, que va cobrir la part sud del poble de lava.
Una vegada lliure de competència a l'àrea del llac de Mèxic, Teotihuacan experimentà una fase d'expansió que la va fer una de les més grans ciutats del seu temps, no sols de Mesoamèrica, sinó de tot el món. Durant el període de creixement, va atreure la majoria dels que llavors vivien a la vall de Mèxic.
Teotihuacan era completament dependent de l'activitat agrícola, bàsicament del cultiu del blat de moro, fesol i carabassa, la trinitat agrícola mesoamericana. No obstant això, la seva hegemonia política i econòmica estava basada en béns externs dels quals gaudia en monopoli: la ceràmica, produïda a la vall Pobla-Tlaxcala, i els dipòsits minerals de les muntanyes d'Hidalgo. Tots dos foren altament preats en tota Mesoamèrica, i van ser intercanviats per mercaderia luxosa del major calibre, de llocs tan llunyans com a Nou Mèxic i Guatemala. Per aquesta raó, Teotihuacan esdevingué el centre de la xarxa de comerç mesoamericana. Els seus associats eren Monte Albán i Tikal al sud-est, Matacapán a la costa del golf, Altavista (Zacateques) al nord i Tingambato a l'oest.
Teotihuacan va refinar el panteó mesoamericà de deïtats, els orígens de les quals daten del temps dels olmeques. D'especial importància fou l'adoració de Quetzalcóatl i Tlàloc, deïtats agrícoles. Els vincles comercials van promoure aquests cultes a altres societats mesoamericanes, que els van prendre i els van transformar. Es pensava que la societat teotihuacana no tenia coneixements d'escriptura, però com Duverger demostra, el sistema d'escriptura teotihuacà era extremament pictogràfic, fins al punt que l'escriptura es confonia amb el dibuix.
La caiguda de Teotihuacan està associada amb l'emergència de ciutats-estat dins dels confins de l'àrea central de Mèxic. Es pensa que aquests floriren gràcies a la decadència teotihuacana, tot i que les coses van poder ocórrer en l'ordre oposat: les ciutats de Cacaxtla, Xochicalco, Teotenango i El Tajín hi pogueren haver incrementat el seu poder primer, i després foren capaces d'escanyar econòmicament Teotihuacan, atrapada al centre de la vall sense accés a rutes comercials. Això va ocórrer al voltant de l'any 600, i tot i que la gent continuà vivint-hi un altre segle i mig, la ciutat va ser eventualment destruïda i abandonada pels seus habitants, que s'arreceraren en llocs com el Poble Culhuacán i Azcapotzalco a les ribes del llac de Texcoco.

#### Els maies en el període clàssic

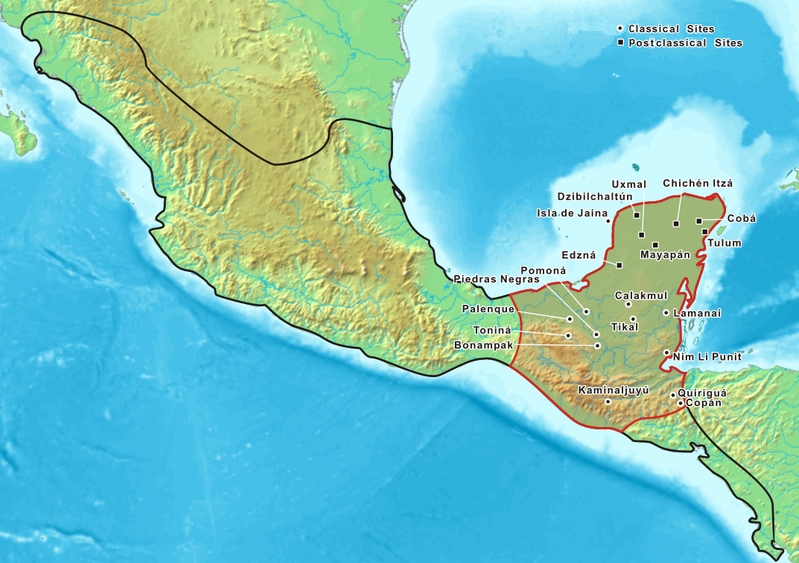
Mapa que indica la ubicació dels pobles maies i les seves principals ciutats

Els maies foren els creadors de les més desenvolupades i millor conegudes cultures mesoamericanes. Alguns autors com Michael D. Coepensen que la cultura maia és completament diferent de les altres que l'envoltaven. No obstant això, molts dels elements presents en aquesta cultural són compartits per la resta de Mesoamèrica, incloent-hi l'ús de dos calendaris, el sistema de nombres de base 20, el cultiu de la dacsa, el sacrifici humà, i certs mites, com el del cinquè sol, i l'adoració de culte, incloent-hi Quetzalcóatl i el déu de la pluja, que en llengua maia yucateca és anomenat Chaac.

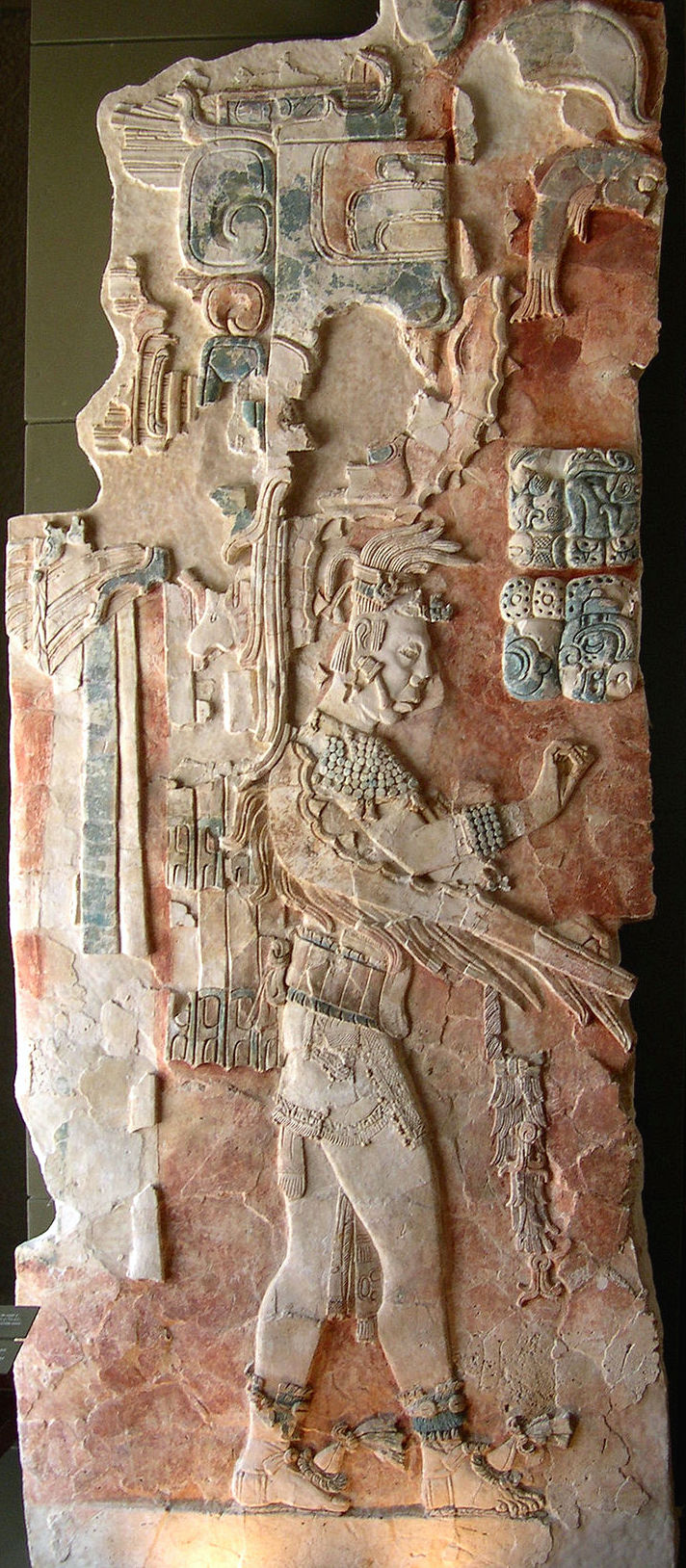
Baix relleu al Museu de Palenque, Chiapas

Els principis de la cultura maia daten del desenvolupament de Kaminaljuyú a les terres altes de Guatemala, en el preclàssic mitjà. Takalik Abaj, a les terres baixes del Pacífic, i sobretot la conca d'El Mirador a Petén, on les principals ciutats d'El Mirador, Nakbé, Cival i San Bartolo, entre d'altres, van formar el primer veritable estat polític de Mesoamèrica, d'acord amb el Dr. Richard Hansen, així com altres investigadors, com el Dr. Saturn. No obstant això, alguns arqueòlegs creien que aquest desenvolupament havia ocorregut uns segles més endavant; les recerques a Petén i Belize van demostrar el contrari. L'evidència arqueològica indica que els maies mai formaren un imperi unit, sinó que s'organitzaren en petits cacicats que estaven constantment en guerra. De fet, López Austin i López Luján han dit que si hi hagués una sola cosa que caracteritzés al preclàssic maia seria la seva naturalesa belicosa. Foren probablement gent amb més gran mestratge en la guerra que Teotihuacan, tot i que la idea que eren una societat pacífica a causa de la contemplació religiosa, que persisteix avui dia, la promogué particularment Sylvanus G. Morley i Eric S. Thompson a mitjan segle xx. Més tard es confirmà (per exemple, pels murals de Bonampak) que els maies practicaven el sacrifici humà i el canibalisme ritual.
Les grans ciutats maies de l'any mil, l'escriptura i el calendari maia tingueren un desenvolupament primerenc, i alguns dels més vells monuments commemoratius són de llocs de la regió maia. Els arqueòlegs pensaven que els llocs maia funcionaven només com a centres cerimonials, i que la gent comuna vivia a les viles del voltant. No obstant això, algunes excavacions més recents indiquen que els llocs maies gaudien de serveis urbans tan extensos com els de Tikal, que es creia que tenia 400.000 habitants en el seu apogeu, Copán l'any 750, i altres, tenien sistemes de drenatge, aqüeductes i paviment que unia els centres principals des del període preclàssic. La construcció d'aquests llocs es feu segons una societat estratificada, dominada per la classe noble, que al mateix temps era l'elit política, militar i religiosa.
Aquesta elit controlava l'agricultura, practicada per mitjà de sistemes de mescla de terra, i plataformes intensives al voltant de les ciutats; i, com en la resta de Mesoamèrica, s'imposà a les classes més baixes de la població, cosa que va permetre concentrar prou recursos per a la construcció de monuments públics, que legitimaven el poder de les elits i la jerarquia social. Durant el període clàssic primerenc, l'any 370, l'elit política maia va sostenir forts llaços amb Teotihuacan, i és possible que Tikal, una de les més grans ciutats maies d'aquest període, hagi estat un important aliat seu i que controlés el comerç amb la costa del golf i les terres altes. Finalment, sembla que la gran sequera que arrasà Amèrica Central al segle ix, les guerres internes, els desastres ecològics i la fam, van destruir el sistema polític maia, que va portar a aixecaments populars i la derrota dels grups polítics dominants. Moltes ciutats foren abandonades, i restaren desconegudes fins al segle xix, quan els descendents dels maies van conduir un grup d'arqueòlegs europeus i nord-americans a aquestes ciutats, que havien estat empassades durant segles per la selva.

### Període postclàssic

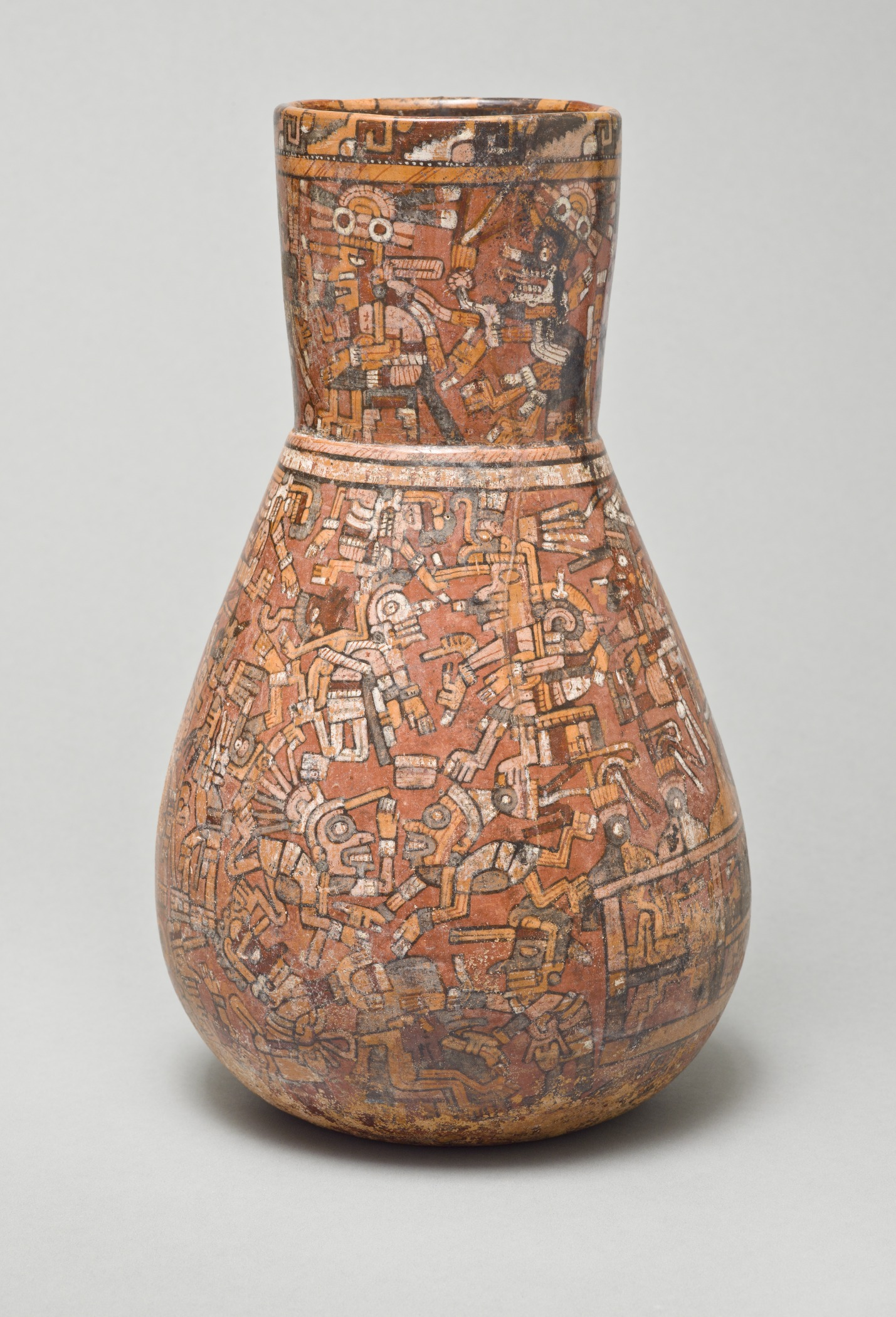
Atuell amb còdex de la Cultura Mixteca. Actualment en el LACMA

El període postclàssic és el temps comprès entre l'any 900 i la invasió espanyola de Mesoamèrica, que va ocórrer entre 1521 i 1697. Fou un període en el qual l'activitat militar va adquirir gran importància. Les elits polítiques associades amb la classe dels sacerdots foren rellevades del poder per grups guerrers. Al seu torn, almenys mig segle abans de l'arribada dels espanyols, la classe guerrera anà cedint posicions privilegiades a un grup molt poderós que era aliè a la noblesa: els pochteques, comerciants que obtenien gran poder polític en virtut del seu poder econòmic. El període postclàssic es divideix en dues fases. La primera és el postclàssic primerenc, que inclou del segle X al XIII, i es caracteritza per l'hegemonia tolteca de Tula. El segle xii marca el començament del postclàsssic tardà, que comença amb l'arribada dels txitximeques, lingüísticament relacionat amb els tolteques i els mexiques, que s'establiren a la vall de Mèxic el 1325, seguits d'un pelegrinatge de dos segles des d'Aztlán, la ubicació exacta dels quals és desconeguda. Molts dels canvis socials d'aquest període final de la civilització mesoamericana estan relacionats amb els moviments migratoris dels habitants del nord. Aquestes persones venien d'Oasiamèrica, Aridoamèrica i la regió nord de Mesoamèrica, portats pel canvi climàtic que amenaçava la seva supervivència. Les migracions des del nord van causar el desplaçament de persones que portaven segles vivint a Mesoamèrica; alguns d'ells van partir cap a Centreamèrica.
Va haver-hi molts canvis culturals durant aquest temps. Un d'ells fou l'expansió de la metal·lúrgia, importada des de Sud-amèrica; els seus més vells romanents de Mesoamèrica venen de l'oest, que també és el cas de la ceràmica. Els mesoamericans no van aconseguir pas gran facilitat amb els metalls; de fet, el seu ús fou més aviat limitat (destrals de coure, agulles, i sobretot joieria). Les tècniques més avançades de la metal·lúrgia mesoamericana les desenvoluparen els mixteques, que van produir fins articles fets a mà. L'arquitectura va veure avanços molt marcats també. L'ús de claus en l'arquitectura va ser introduït per suportar els costats dels temples, el morter fou millorat, l'ús de columnes i sostres de pedra es difongué, cosa que només els maies havien usat durant el període clàssic. En l'agricultura, el sistema d'irrigació es feu una mica més complex; a la vall de Mèxic especialment, les chinampas van ser usats extensivament pels mexicas, que van construir una ciutat de 200.000 habitants al seu voltant.

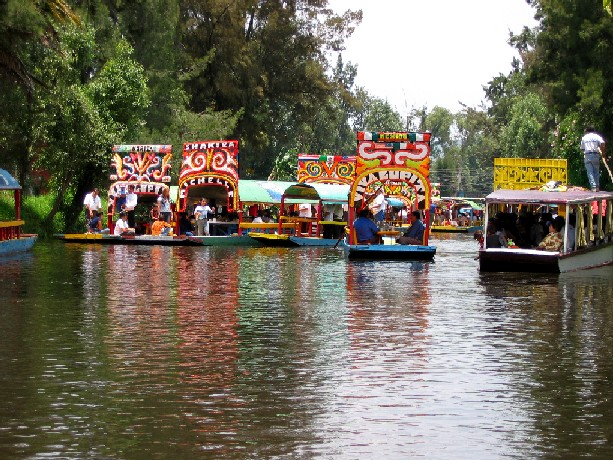
Vista actual de les chinampas de Xochimilco, Districte Federal

El sistema polític també va sofrir importants canvis. Durant el postclàssic primerenc, les elits polítiques afins a la guerra van legitimar la seva posició amb la seva adhesió a un complex conjunt de creences religioses que López Austin anomenà zuyuanitat. D'acord amb aquest sistema, les classes governants es van proclamar descendents de Quetzalcóatl, la serp emplomallada, una de les forces creatives, i un heroi cultural de la mitologia mesoamericana. Així mateix, es van declarar hereus d'una ciutat no menys mítica, anomenada Tollan en nàhuatl, i Zuyuá en maia (de la qual López Austin deriva el nom per al sistema de creences). Moltes de les importants capitals del temps es van identificar amb aquest nom (per exemple, Tollan Xicocotitlán, Tollan Chollollan, Tollan Teotihuacan. El mite de Tollan va estar molt de temps identificat amb Tula, a l'estat d'Hidalgo. Enrique Florescano i López Austin, però, van argumentar que això no tenia pas base. Florescano declara que el mític Tollan era Teotihuacan; López Austin argumenta que Tollan era simplement un producte de la imaginació religiosa de Mesoamèrica. Una altra característica del sistema zuyuà fou la formació d'aliances amb altres ciutats-estat que eren controlades per grups que tenien la mateixa ideologia; en fou el cas de la Lliga de Mayapán a Yucatán, i la confederació mixteca de Vuit Cérvol, a les muntanyes d'Oaxaca. Aquestes societats del postclàssic poden ser caracteritzades per la seva naturalesa militar i poblacions multiètniques.

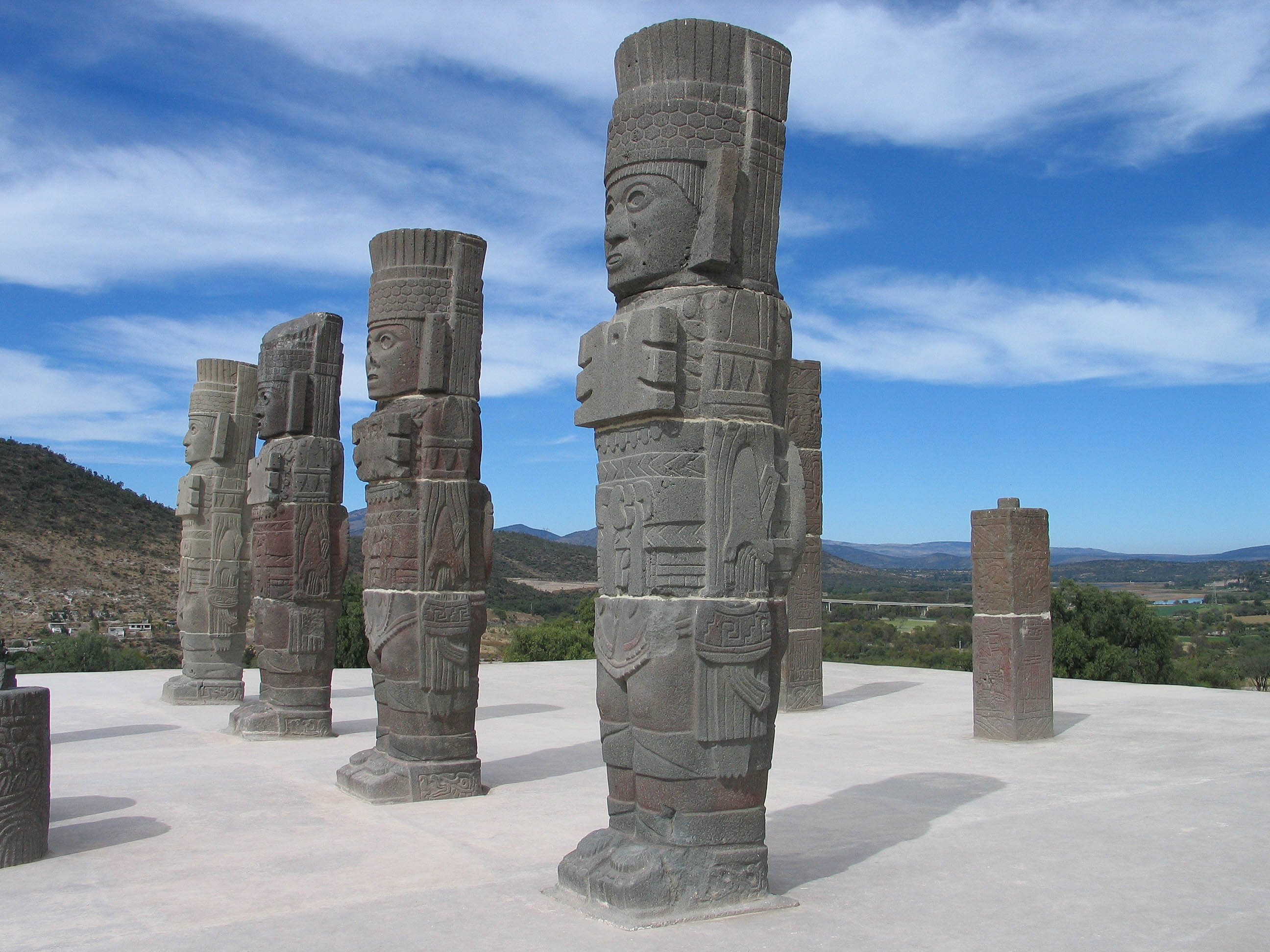
Pilars de Tula, Hidalgo

No obstant això, la caiguda de Tula comprovà el poder del sistema zuyuà, que finalment posà fi a la dissolució de la Lliga de Mayapán, l'estat mixteca i l'abandó de Tula. Mesoamèrica va rebre nous immigrants del nord, i encara que alguns d'aquests grups estaven relacionats amb els antics tolteques, tenien una ideologia molt diferent dels residents existents. Els últims que hi arribaren foren els mexiques, que s'assentaren en una petita illa del llac de Texcoco sota el domini dels tepaneques d'Azcapotzalco. Aquest grup, en les següents dècades, conquistaria una gran part de Mesoamèrica, i crearia un estat centralitzat els únics rivals del qual foren els tarascos de Michoacán. Cap d'ells va poder vèncer l'altre, i sembla que algun tipus de pacte de no-agressió s'establí entre els dos pobles. Quan els espanyols hi van arribar molta de la gent controlada pels mexiques ja no desitjaven seguir sota el seu comandament. Per això, van prendre avantatge de l'oportunitat presentada pels espanyols, acordant donar-los suport, pensant que a canvi obtindrien la seva llibertat, i no sabent que això portaria a la subjugació i pràctica desaparició de tot el món mesoamericà.

Mesoamèrica i Centreamèrica al abans de l'arribada dels espanyols

De totes les cultures de la Mesoamèrica precolombina, tal vegada la millor coneguda és la dels mexiques, també anomenats asteques. Entre altres coses, la seva fama es deu al fet que l'estat mexica fou el més ric i poderós de la regió, a costa de l'explotació de tots els pobles del voltant. Al temps de la invasió i conquesta espanyola, molts missioners estaven preocupats per preservar la història cultural del poble dels nahues, i per aquesta raó, el nostre cos de coneixement sobre ells és molt més gran i de major qualitat. Els mexiques van venir del nord o de l'oest de Mesoamèrica. Els naiarites creien que la mítica Aztlán estava situada a l'illa de Mexcaltitán. Alguns suposen que aquesta illa mítica degué estar situada a l'estat de Zacatecas, i s'ha proposat fins i tot que estava tan lluny com a Nou Mèxic. De tota manera, no estaven probablement tan prop de la tradició mesoamericana clàssica. De fet, compartien moltes característiques amb la gent del centre de Mesoamèrica. Els mexiques parlaven nàhuatl, la mateixa llengua parlada pels tolteques i els chichimeques que havien vingut abans que ells.
La partida des de Aztlán es dedueix que va ocórrer en les primeres dècades del segle XII, amb base en el document conegut com la Tira de la Peregrinació, un còdex en el qual s'enregistren notables esdeveniments migratoris d'acord amb el calendari nahua. Després de molt de camí, els mexiques van arribar a la conca de la vall de Mèxic al segle XIV. Es van establir en distints punts al llarg del riu (per exemple Culhuacán i Tizapán), abans d'establir-se a la illeta de Mèxic protegida per Tezozómoc, rei dels tepaneques. La ciutat de Tenochtitlán es funda en el 1325 com una aliança d'Azcapotzalco, però en menys d'un segle, en el 1430, els mexiques s'uneixen amb Texcoco i Tlacopan per aixecar-se en guerra contra Azcapotzalco i van resultar victoriosos. Això va donar naixement a la Triple Aliança que reemplaçà l'antiga confederació governada pels tepaneques (que incloïa Coatlinchán i Culhuacán).

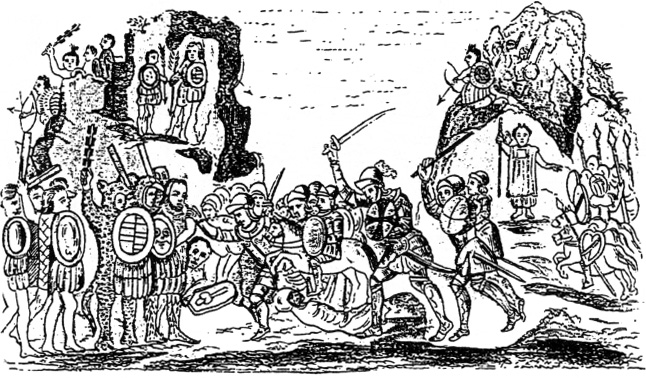
Escena de la conquesta espanyola de Mèxic, el 1521

En els primerencs dies de la Triple Aliança, els mexiques van iniciar una fase expansionista que els va portar a controlar bona part de Mesoamèrica. Durant aquest temps sols algunes regions van mantenir la seva independència: Tlaxcala (nahua), Meztitlán (otomí), Teotitlán del Camí (cuicateca), Tututepec (mixteca), Tehuantepec (zapoteca), i el nord-oest (governat en aquest temps pels seus rivals, els tarascos). Les províncies controlades per la Triple Aliança van ser forçades a pagar tribut a Tenochtitlán; aquests pagaments s'enregistraren en un altre còdex conegut com la Matrícula de Tributs. Aquest document especifica la quantitat i tipus de cada objecte que cada província havia de pagar als mexiques. L'estat mexica va ser conquistat per les forces espanyoles d'Hernán Cortés i la seva aliança amb Tlaxcala i els totonaques el 1521. La derrota de Mesoamèrica es consumà quan, el 1697, Tayasal (Nojpetén) fou cremada i arrasada pels espanyols.